# Behat
Behat é uma cidade e uma nagar panchayat no distrito de Saharanpur, no estado indiano de Rajastão.

## Demografia
Segundo o censo de 2001, Behat tinha uma população de 17,177 habitantes. Os indivíduos do sexo masculino constituem 54% da população e os do sexo feminino 46%. Behat tem uma taxa de literacia de 51%, inferior à média nacional de 59.5%; com 59% para o sexo masculino e 41% para o sexo feminino. 17% da população está abaixo dos 6 anos de idade.